# Votkinsk
Votkinsk (Russisch: Воткинск, Votkinsk) is een industriële stad in de Russische autonome deelrepubliek Oedmoertië. De stad ligt op ongeveer 1.000 kilometer ten oosten van Moskou, aan de oevers van de Votkarivier, in het stroomgebied van de Kama.
Votkinsk ontstond in 1759, toen er een hamersmidse werd gebouwd. Sedert 1935 mag Votkinsk zich stad noemen.
In Votkinsk bevindt zich de Machinebouwfabriek van Votkinsk (Votkinski zavod) die Intercontinentale ballistische raketten, zoals de Topol-M, produceert.
| 1897   | 1939   | 1959   | 1970   | 1979   | 1989    | 2002   |
| ------ | ------ | ------ | ------ | ------ | ------- | ------ |
| 21.000 | 38.600 | 59.700 | 74.100 | 89.800 | 103.509 | 99.441 |

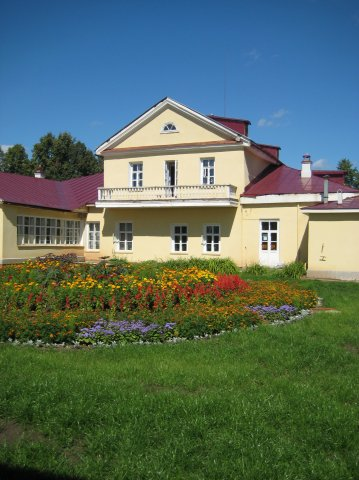
Binnenhof van het huismuseum van Tsjaikovski

## Partnersteden
- West Jordan (Utah, VS)

## Bekende inwoners
- Pjotr Iljitsj Tsjaikovski, componist die er werd geboren en zijn jeugd doorbracht in Votkinsk.
- Roedolf Povarnitsyn (1962), atleet

Bestuurlijk centrum: Izjevsk

Glazov · Kambarka · Mozjga · Sarapoel · Votkinsk